# Ryania speciosa
Ryania speciosa är en videväxtart som beskrevs av M. Vahl. Ryania speciosa ingår i släktet Ryania och familjen videväxter.

## Underarter
Arten delas in i följande underarter:
- R. s. bicolor
- R. s. chocoensis
- R. s. minor
- R. s. mutisii
- R. s. panamensis
- R. s. stipularis
- R. s. subuliflora
- R. s. tomentella
- R. s. tomentosa